# Zofia Grabczan
Zofia Anna Grabczan (Radzyń Podlaski; 28 de Maio de 1962 — ) é uma política da Polónia. Ela foi eleita para a Sejm em 25 de Setembro de 2005 com 5971 votos em 7 no distrito de Chełm, candidato pelas listas do partido Samoobrona Rzeczpospolitej Polskiej.